# 金曜スーパープライム
『金曜スーパープライム』（きんようスーパープライム）は、2010年10月1日から2012年3月23日まで日本テレビ系列で、毎週金曜日の19:00 - 20:54（JST）に放送された単発特別番組枠の冠タイトル、総合キャッチフレーズである。通称および新聞のテレビ欄表記は『金プラ!!』。

## 概要
2010年9月まで放送されていた19時台の『寿命をのばすワザ百科』と20時台の『太田総理…秘書田中。』が終了したことに伴い、両番組枠を統合した形で新設され、同年4月からの平日19時台の新レーベル『1900』金曜枠3代目の番組となった。
土屋敏男・菅賢治・吉川圭三・政橋雅人・雨宮秀彦・尼崎昇・小川通仁・髙橋利之など日本テレビの看板番組を手がけてきたクリエイターが週替わりで番組を手がけ、バラエティ番組に加え、映画・ドラマ・情報番組・報道番組・スポーツ中継 など、あらゆるジャンルの週替わり企画が放送される。
読売テレビや中京テレビが制作または制作協力として参加する場合もある。読売テレビの恒例企画である『鳥人間コンテスト』は当枠で放送されるものの、協賛スポンサーが存在することもあり『金プラ!!』名義ではない。
日本テレビのゴールデンタイムでレギュラーの単発特別番組枠が設置されるのは、2009年3月26日に終了した木曜日19・20時台の『モクスペ』以来1年半ぶりとなり、日本テレビの金曜日に単発特別番組枠が設置されるのは、開局以来初である。
『金曜ロードショー』で長時間映画を放送する場合は当番組の時間帯も利用して4時間枠の『金曜特別ロードショー』として放送する場合がある。逆に『金曜ロードショー』を休止して当番組を2時間拡大して放送する場合もある。
同じく2010年10月に放送25周年を迎えた『金曜ロードショー』と合わせ、「すごいきん（ようび）」をキャッチフレーズとし、菅井きんがキャンペーン広告に起用された。
1981年4月から2010年9月まで金曜20時台を日本テレビ系同時ネットとしていたテレビ宮崎は、2010年10月から2015年3月まで遅れネット枠 に変更し、当番組は2時間拡大の4時間編成になる場合やNNN報道特番扱いの番組のみ同時ネットで放送した。
2011年10月7日放送分から2012年3月23日放送分までは番組終了直後の20:52に日産・リーフプレゼンツ『COMPASS 未来航路』を2分間放送していた（当番組が休止の場合も放送された）。
日本テレビの2012年春の番組改編に伴い、2012年3月23日を以って終了。同時に金曜19時台・20時台は1年半ぶりに分割され、日本テレビにおけるゴールデンタイムのレギュラー単発特別番組枠は再び途絶える事となった。
19時台には『1900』木曜枠で放送されていた『ガチ?ガセ?バラエティー なるほどHS』を枠移動・リニューアルした『ガチガセ』が放送されていたが、2013年2月8日の放送を以って終了、同年4月13日からは『笑神様は突然に…』、『沸騰ワード10』 、『クイズ!あなたは小学5年生より賢いの?』を経て、現在の『ニノさん』を放送している。一方、20時台には火曜21時台から枠移動する形で『なんでもワールドランキング ネプ&イモトの世界番付』が放送されたが、視聴率低迷を理由で、2016年3月18日で打ち切りすることになり、同年5月6日開始の『究極の○×クイズSHOW!!超問!真実か?ウソか?→超問クイズ』になったが、2019年9月13日で終了し、同年10月からは19時台で放送されていた『沸騰ワード10』が枠移動と言う形で放送されている。また、ヒッチハイクCM枠である『COMPASS』は4月以降も継続し、『世界番付』の後に流れていたが、同年の9月をもって放送終了した。
また、当番組で不定期に放送されていた単発2時間ドラマは『金曜ロードSHOW!』（『金曜ロードショー』のリニューアル版）で『特別ドラマ企画』として年に4回程度放送されていたが、2021年4月に『金曜ロードSHOW!』が『金曜ロードショー』に再改題されてからは再び映画専門枠にリニューアルされたこともあり現在は放送されていない。

## 放送内容
- 放送回数：全65回
- 凡例：  ：バラエティ  ：映画  ：スポーツ  ：ドラマ  ：報道・その他

| 2010年 | 2010年   | 2010年                                                                             | 2010年                                                        | 2010年 | 2010年 |
| 回     | 放送日   | 企画                                                                               | MC・司会・進行・実況・解説・主演                              | 備考 |        |
| ------ | -------- | ---------------------------------------------------------------------------------- | ------------------------------------------------------------- | --- | ------ |
| 1      | 10月1日  | 考えられない!?禁断ワールド〜日本人の常識崩壊SP〜                                   | 田村淳（ロンドンブーツ1号2号）、高橋克典                      | |        |
| 2      | 10月8日  | (秘)名言珍言77連発!!さんまの歴史を変えた超一流の衝撃発言大賞                       | 明石家さんま、杉上佐智枝、佐藤良子                            | |        |
| 3      | 10月15日 | 天国と地獄ツアー2010in香港 〜絶品グルメか恐怖の珍品料理か人気俳優が真剣勝負!〜     | 羽鳥慎一、松本志のぶ、辻岡義堂                                | 放送翌日に公開された映画『インシテミル 7日間のデス・ゲーム』の宣伝企画。 |        |
| 4      | 10月22日 | 肉ばか〜日本一美味い肉料理今夜決定!〜                                              | ウエンツ瑛士、山瀬まみ                                        | 生放送。『火曜サプライズ』派生企画。 |        |
| 5      | 10月29日 | ネオジャーナリスティックバラエティ 『さんま&所の世の中を動かしているのは誰だ会議』 | 明石家さんま、所ジョージ、馬場典子                            | |        |
| 6      | 11月5日  | 史上最大の芸能界最強料理人決定戦 THE 料理王2                                       | 髙嶋政宏、劇団ひとり、つるの剛士                              | 2時間拡大。 |        |
| 7      | 11月12日 | 世界!レアレア☆ミュージアム                                                         | 矢部浩之（ナインティナイン）、松本志のぶ                      | |        |
| 8      | 11月19日 | 金曜特別ロードショー 『ハリー・ポッター4時間スペシャル』                           | （第1部）菅谷大介 （第2部）ダニエル・ラドクリフ               | 第1部（19:00 - 20:00）『ハリポタ好き芸能人VS「賢者の選択」フロリダ&ロンドン絶叫ツアーSP』 第2部（20:00 - 22:54）『ハリー・ポッターと不死鳥の騎士団』                                                       |        |
| 9      | 11月26日 | ワールドプレミアムボクシング The REAL 12 ダブル世界タイトルマッチ                  | （実況）鈴木健、田中毅 （解説）浜田剛史、飯田覚士、セレス小林 | 制作協力：中京テレビ（名古屋市・日本ガイシホールから生中継） WBC世界フェザー級王座決定戦「長谷川穂積VSファン・カルロス・ブルゴス」 WBC世界スーパーフェザー級タイトルマッチ「ビタリ・タイベルトVS粟生隆寛」 |        |
| 10     | 12月3日  | 太田光のもう一度総理になりたい…秘書田中。                                          | 爆笑問題、森富美、古市幸子                                    | 『太田総理』復活版。 |        |
| 11     | 12月10日 | たけしとひとし                                                                     | ビートたけし、松本人志（ダウンタウン）、羽鳥慎一              | |        |
| 12     | 12月17日 | 世界を揺るがせた100人の女たち                                                      | 爆笑問題、西尾由佳理                                          | |        |
| 13     | 12月24日 | 金曜特別ロードショー 『マイケル・ジャクソン THIS IS IT4時間スペシャル』            | （第1部）八嶋智人、西尾由佳理 （第2部）マイケル・ジャクソン   | 第1部（19:00 - 20:30）『THIS IS IT直前!蘇るマイケル・ジャクソン伝説24連発!』 第2部（20:30 - 22:54）『マイケル・ジャクソン THIS IS IT』                                                                     |        |

| 2011年 | 2011年   | 2011年                                                                                              | 2011年                                                                  | 2011年 | 2011年 |
| 回     | 放送日   | 企画                                                                                                | MC・司会・進行・実況・解説・主演                                        | 備考 |        |
| ------ | -------- | --------------------------------------------------------------------------------------------------- | ----------------------------------------------------------------------- | --- | ------ |
| 14     | 1月7日   | 中居正広の人気番組ぜんぶ見せます! 速報!年末年始ザ・視聴率ベスト30                                   | 中居正広（当時SMAP）、羽鳥慎一、馬場典子                                | 生放送。 2010年1月11日放送の『SUPER SURPRISE』でも同様の企画が放送された。 |        |
| 15     | 1月14日  | 2011新春突撃!隣のスタアの晩ごはん                                                                   | 中山秀征、ヨネスケ、葉山エレーヌ                                        | 生放送。 |        |
| 16     | 1月28日  | 明石家さんまvs世界の珍人間                                                                          | 明石家さんま、鈴江奈々                                                  | |        |
| 17     | 2月4日   | ザ・芸能界ウラ芸大賞                                                                                | 堺正章、劇団ひとり                                                      | 生放送。 |        |
| 18     | 2月11日  | 金曜特別ロードショー『沈まぬ太陽』                                                                  | 渡辺謙                                                                  | |        |
| 19     | 2月18日  | 完全生放送! Mr.マリック復活 超魔術13連発!                                                           | 羽鳥慎一、藤井恒久、西尾由佳理                                          | 生放送。 |        |
| 20     | 2月25日  | ネプ&イモトの世界番付 日本の順位教えちゃいますSP                                                    | ネプチューン、イモトアヤコ                                              | |        |
| 21     | 3月4日   | 芸能人のギャラ初公開!ズバリ発表するぞSP                                                             | 雨上がり決死隊                                                          | 『芸人報道』派生企画。 |        |
| 22     | 3月18日  | 池上彰くんに教えたい10のニュース                                                                    | 池上彰、中田有紀                                                        | 臨時ニュースのため番組を一時中断。ノーカット版を後日に全国放送で再放送した。 |        |
| 23     | 4月1日   | あのスター衝撃映像 信ジラレナイ99連発                                                               | 爆笑問題、森富美                                                        | |        |
| 24     | 4月8日   | ワールドプレミアムボクシング The REAL 13 トリプル世界タイトルマッチ                                 | （実況）鈴木健、高橋雄一、田中毅 （解説）浜田剛史、飯田覚士、セレス小林 | 制作協力：読売テレビ（神戸市・神戸ワールド記念ホールから生中継） WBC世界フェザー級タイトルマッチ「長谷川穂積VSジョニー・ゴンザレス」 WBC世界スーパーバンタム級タイトルマッチ「西岡利晃VSマウリシオ・ムニョス」 WBC世界スーパーフェザー級タイトルマッチ「粟生隆寛VSウンベルト・グティエレス」 |        |
| 25     | 4月15日  | 名探偵コナンドラマスペシャル 『工藤新一への挑戦状〜怪鳥伝説の謎〜』                                 | 溝端淳平、忽那汐里                                                      | 読売テレビ制作。 同日の『金曜ロードショー』では映画『名探偵コナン 天空の難破船』を放送。 |        |
| 26     | 4月22日  | 考えられない!?禁断ワールドII〜日本人の常識崩壊SP〜                                                  | 田村淳（ロンドンブーツ1号2号）、高橋克典                                | |        |
| 27     | 4月29日  | 英国王室ウィリアム王子・キャサリン妃 世紀のロイヤルウェディング                                     | 櫻井翔（嵐）、宮本隆治、西尾由佳理                                      | イギリス・ロンドンから生中継。 NNN報道特別番組扱いのためテレビ宮崎でも同時ネット。 |        |
| 28     | 5月6日   | ザ・富士山 大解剖スペシャル!!                                                                       | 桂歌丸                                                                  | 『笑点』派生企画。 |        |
| 29     | 5月13日  | 世界☆ドリームワーク〜カラダを張って稼ぐぞSP〜                                                       | 田村淳（ロンドンブーツ1号2号）、鈴江奈々                                | 放送前日に自殺した上原美優の出演シーンをぼかし処理して放送されたことが批判を受けた。 |        |
| 30     | 5月20日  | 帰ってきた 史上最強の億万長者                                                                       | ウッチャンナンチャン、葉山エレーヌ                                      | 当初は2011年3月11日に放送予定だったが、『NNN緊急特番』のため延期となった。 |        |
| 31     | 5月27日  | ギネス世界記録の美女100人                                                                           | 雨上がり決死隊                                                          | 5月5日に収録したものですとOPで表示され、上原美優の出演シーンは放送された。 |        |
| 32     | 6月10日  | 世界超ド級!!まるわかりスクープ社                                                                    | 堺正章、ネプチューン                                                    | |        |
| 33     | 6月17日  | ネプ&イモトの世界番付II 世界の中の日本の順位                                                        | ネプチューン、イモトアヤコ                                              | |        |
| 34     | 6月24日  | 最高脳                                                                                              | ブラックマヨネーズ、羽鳥慎一                                            | |        |
| 35     | 7月1日   | 〜ものまねグランプリ特別編〜 コロッケVS青木隆治 珠玉のものまねベスト10                              | ネプチューン、西尾由佳理                                                | |        |
| 36     | 7月8日   | ビートたけし特別主催 おバカンヌNo.1映像祭                                                           | ビートたけし、鈴江奈々、森麻季                                          | 第1弾は『金曜スーパープライム』開始前の2010年9月10日に同枠で放送された。 |        |
| 37     | 7月22日  | 欽ちゃん!30%番組をもう一度作りましょう（仮）                                                        | 萩本欽一                                                                | 「アナログ最後の金曜特番」として制作。 |        |
| 38     | 7月29日  | 私の嫌いな有名人 実名で発表するぞ!SP                                                                | 雨上がり決死隊                                                          | 『芸人報道』派生企画。 |        |
| 39     | 8月5日   | ザ・追跡スクープ劇場〜キニナルあの人あの事件の今ヲ50連発SP〜                                        | ブラックマヨネーズ、西尾由佳理                                          | |        |
| 40     | 8月12日  | 終戦ドラマスペシャル 犬の消えた日                                                                   | 西島秀俊、檀れい、荒川ちか                                              | 解説放送を実施。 |        |
| 41     | 8月26日  | ミエルオンナ月子〜真夏の夜のコワーイ話〜                                                            | 相武紗季、塚本高史、伊武雅刀                                            | |        |
| 42     | 9月9日   | 緊急出動!逃走車を追え〜交通警察 真夏の大捜査線                                                      | 馬場典子                                                                | |        |
| 43     | 9月16日  | 日本縦断!隠れ激ウマ丼100連発SP                                                                      | ウエンツ瑛士、山瀬まみ                                                  | 『火曜サプライズ』派生企画。 |        |
| 44     | 9月30日  | 人間分類バラエティー THEカテゴライザー 浮かれた人気芸能人のこっ恥ずかしい本性暴いちゃうぞスペシャル | ネプチューン                                                            | |        |
| 45     | 10月7日  | 芸能人のギャラ初公開!ズバリ発表するぞ!SP パート2                                                    | 雨上がり決死隊                                                          | 『芸人報道』派生企画。 |        |
| 46     | 10月14日 | 好きになった人〜芸能人の元カノ総登場で大暴露SP〜                                                    | ネプチューン、高樹千佳子                                                | |        |
| 47     | 10月21日 | 内村&ベッキーの見破れ!世界の(秘)トリック                                                            | 内村光良（ウッチャンナンチャン）、ベッキー                              | |        |
| 48     | 10月28日 | レシピの女王                                                                                        | 高橋克典                                                                | 生放送。『ヒルナンデス!』派生企画。 |        |
| 49     | 11月4日  | ネオジャーナリスティックバラエティ 『所&さんまの世の中を動かしているのは誰だ会議II』                | 所ジョージ、明石家さんま、楠田枝里子                                    | |        |
| 50     | 11月11日 | ザ・追跡スクープ劇場2                                                                               | ブラックマヨネーズ、馬場典子                                            | |        |
| 51     | 11月18日 | THEレンタル芸能人                                                                                   | 芦田愛菜、綾小路きみまろ                                                | 2011年8月13日に『サタデーバリューフィーバー』枠で放送された同名企画の全国ネット昇格版。 |        |
| 52     | 12月2日  | ギネス世界記録のイケメン&美女100人                                                                  | 雨上がり決死隊                                                          | |        |
| 53     | 12月9日  | らんま1/2                                                                                           | 新垣結衣、賀来賢人、夏菜                                                | テレビ岩手、ミヤギテレビ、福島中央テレビのアナログ放送を除き、解説放送が実施された。 |        |
| 54     | 12月16日 | スタア追悼2011 天国への☆ラブレター                                                                  | 中山秀征、関根麻里                                                      | |        |
| 55     | 12月23日 | 1000年後に残したい…報道映像2011                                                                     | 徳光和夫、村尾信尚、藤井貴彦、鈴江奈々                                  | 『news every.』・『NEWS ZERO』派生企画。15分拡大（18:45 - 20:54）。 |        |

| 2012年 | 2012年  | 2012年                                                                                   | 2012年                                                      | 2012年                                               | 2012年 |
| 回     | 放送日  | 企画                                                                                     | MC・司会・進行・実況・解説・主演                            | 備考                                                 |        |
| ------ | ------- | ---------------------------------------------------------------------------------------- | ----------------------------------------------------------- | ---------------------------------------------------- | ------ |
| 56     | 1月6日  | えら〜い先生の学説が本当か?ウソか? 〜一流アスリートが大事な試合で実験してくれましたSP!〜 | 上田晋也（くりぃむしちゅー）、亀梨和也（KAT-TUN）、鈴江奈々 |                                                      |        |
| 57     | 1月13日 | ガキの使いSP完全版・絶対に見逃してはいけない空港24時                                     | ダウンタウン、山崎邦正、ココリコ                            | 『ダウンタウンのガキの使いやあらへんで!!』派生企画。 |        |
| 58     | 1月20日 | 全国警察追跡24時                                                                         |                                                             |                                                      |        |
| 59     | 1月27日 | 見破れ!!トリックハンター2 〜世界の超能力・マジック・犯罪…禁断のネタバラシSP              | 内村光良（ウッチャンナンチャン）、Dr.レオン                 |                                                      |        |
| 60     | 2月3日  | ザ・追跡スクープ劇場3                                                                    | ブラックマヨネーズ、馬場典子                                | 翌々週の2月17日19:00 - 20:00には特別版が放送される。 |        |
| 61     | 2月10日 | 〜ものまねグランプリ特別編〜 元気が出る名曲ベスト50 絶品ものまね歌謡祭                   | ネプチューン、西尾由佳理                                    |                                                      |        |
| 62     | 3月2日  | 今夜遂に決定 芸能界へたっぴ王!!                                                          | 田村淳（ロンドンブーツ1号2号）、葉山エレーヌ                |                                                      |        |
| 63     | 3月9日  | のどじまん ザ!ワールド                                                                   | 中居正広（当時SMAP）、西尾由佳理                            |                                                      |        |
| 64     | 3月16日 | どれだけ食えスト3 夢のSMAP対決スペシャル!!                                               | 稲垣吾郎・香取慎吾（SMAP）、羽鳥慎一                        |                                                      |        |
| 65     | 3月23日 | 幸せ!ボンビーガール 家賃も食費も全部込み!月7万円で暮らそうスペシャル3!!                  | 山口達也（当時TOKIO）                                       | 最終回。                                             |        |

## レギュラー番組に昇格した企画
- なんでもワールドランキング ネプ&イモトの世界番付（2011年2月25日・6月17日放送）

2011年10月18日から2012年3月27日まで火曜日21:00 - 21:54に放送されていた。2012年4月13日から2016年3月18日まで本番組の後番組として金曜日19:56 - 20:54に放送されていた。
- 最高脳（2011年6月24日放送）

『極脳』に改題して、2011年10月23日より2011年12月17日まで土曜日24:55 - 25:25に放送された。
- 見破れ!!トリックハンター（2011年10月21日・2012年1月27日放送）

『真実解明バラエティー!トリックハンター』に改題して、2014年7月23日から2016年8月17日まで水曜19:00 - 19:56に放送された。
- 幸せ!ボンビーガール（2012年3月23日放送）

2013年4月23日から2021年9月14日まで火曜22:00 - 23:00に放送された。

## ネット局
| 放送対象地域   | 放送局                    | 系列           | 放送日時           | ネット状況 |
| -------------- | ------------------------- | -------------- | ------------------ | ---------- |
| 関東広域圏     | 日本テレビ（NTV）         | 日本テレビ系列 | 金曜 19:00 - 20:54 | 制作局     |
| 北海道         | 札幌テレビ（STV）         | 日本テレビ系列 | 金曜 19:00 - 20:54 | 同時ネット |
| 青森県         | 青森放送（RAB）           | 日本テレビ系列 | 金曜 19:00 - 20:54 | 同時ネット |
| 岩手県         | テレビ岩手（TVI）         | 日本テレビ系列 | 金曜 19:00 - 20:54 | 同時ネット |
| 宮城県         | ミヤギテレビ（MMT）       | 日本テレビ系列 | 金曜 19:00 - 20:54 | 同時ネット |
| 秋田県         | 秋田放送（ABS）           | 日本テレビ系列 | 金曜 19:00 - 20:54 | 同時ネット |
| 山形県         | 山形放送（YBC）           | 日本テレビ系列 | 金曜 19:00 - 20:54 | 同時ネット |
| 福島県         | 福島中央テレビ（FCT）     | 日本テレビ系列 | 金曜 19:00 - 20:54 | 同時ネット |
| 山梨県         | 山梨放送（YBS）           | 日本テレビ系列 | 金曜 19:00 - 20:54 | 同時ネット |
| 新潟県         | テレビ新潟（TeNY）        | 日本テレビ系列 | 金曜 19:00 - 20:54 | 同時ネット |
| 長野県         | テレビ信州（TSB）         | 日本テレビ系列 | 金曜 19:00 - 20:54 | 同時ネット |
| 静岡県         | 静岡第一テレビ（SDT）     | 日本テレビ系列 | 金曜 19:00 - 20:54 | 同時ネット |
| 富山県         | 北日本放送（KNB）         | 日本テレビ系列 | 金曜 19:00 - 20:54 | 同時ネット |
| 石川県         | テレビ金沢（KTK）         | 日本テレビ系列 | 金曜 19:00 - 20:54 | 同時ネット |
| 福井県         | 福井放送（FBC）           | 日本テレビ系列 | 金曜 19:00 - 20:54 | 同時ネット |
| 中京広域圏     | 中京テレビ（CTV）         | 日本テレビ系列 | 金曜 19:00 - 20:54 | 同時ネット |
| 近畿広域圏     | 読売テレビ（ytv）         | 日本テレビ系列 | 金曜 19:00 - 20:54 | 同時ネット |
| 鳥取県・島根県 | 日本海テレビ（NKT）       | 日本テレビ系列 | 金曜 19:00 - 20:54 | 同時ネット |
| 広島県         | 広島テレビ（HTV）         | 日本テレビ系列 | 金曜 19:00 - 20:54 | 同時ネット |
| 山口県         | 山口放送（KRY）           | 日本テレビ系列 | 金曜 19:00 - 20:54 | 同時ネット |
| 徳島県         | 四国放送（JRT）           | 日本テレビ系列 | 金曜 19:00 - 20:54 | 同時ネット |
| 香川県・岡山県 | 西日本放送（RNC）         | 日本テレビ系列 | 金曜 19:00 - 20:54 | 同時ネット |
| 愛媛県         | 南海放送（RNB）           | 日本テレビ系列 | 金曜 19:00 - 20:54 | 同時ネット |
| 高知県         | 高知放送（RKC）           | 日本テレビ系列 | 金曜 19:00 - 20:54 | 同時ネット |
| 福岡県         | 福岡放送（FBS）           | 日本テレビ系列 | 金曜 19:00 - 20:54 | 同時ネット |
| 長崎県         | 長崎国際テレビ（NIB）     | 日本テレビ系列 | 金曜 19:00 - 20:54 | 同時ネット |
| 熊本県         | くまもと県民テレビ（KKT） | 日本テレビ系列 | 金曜 19:00 - 20:54 | 同時ネット |
| 鹿児島県       | 鹿児島読売テレビ（KYT）   | 日本テレビ系列 | 金曜 19:00 - 20:54 | 同時ネット |

- テレビ大分を除くNNS28局。
  - 『金曜ロードショー』が休止となり当番組が4時間枠で放送される場合や『金曜特別ロードショー』として4時間枠となる場合、NNN報道特別番組が放送される場合はテレビ宮崎（クロスネット局）も同時ネットを行った[注 9]。
- テレビ大分では週末の午後などに不定期に放送された。
- 沖縄県は日本テレビの系列局がないため、沖縄テレビ（フジテレビ系列）、琉球放送（TBS系列）の2局が土日の午後などに不定期に放送していた。

## スタッフ
- デスク：田村麻衣
- プロデューサー：遠藤正累
- 制作：森實陽三（2011年9月9日 - ）
- 製作著作：日本テレビ

### 過去のスタッフ
- 編成：松隈美和、下田明宏、岩佐直樹、土谷幸弘
- エグゼクティブプロデューサー：吉川圭三
- チーフプロデューサー：菅賢治